# Cristina Narea

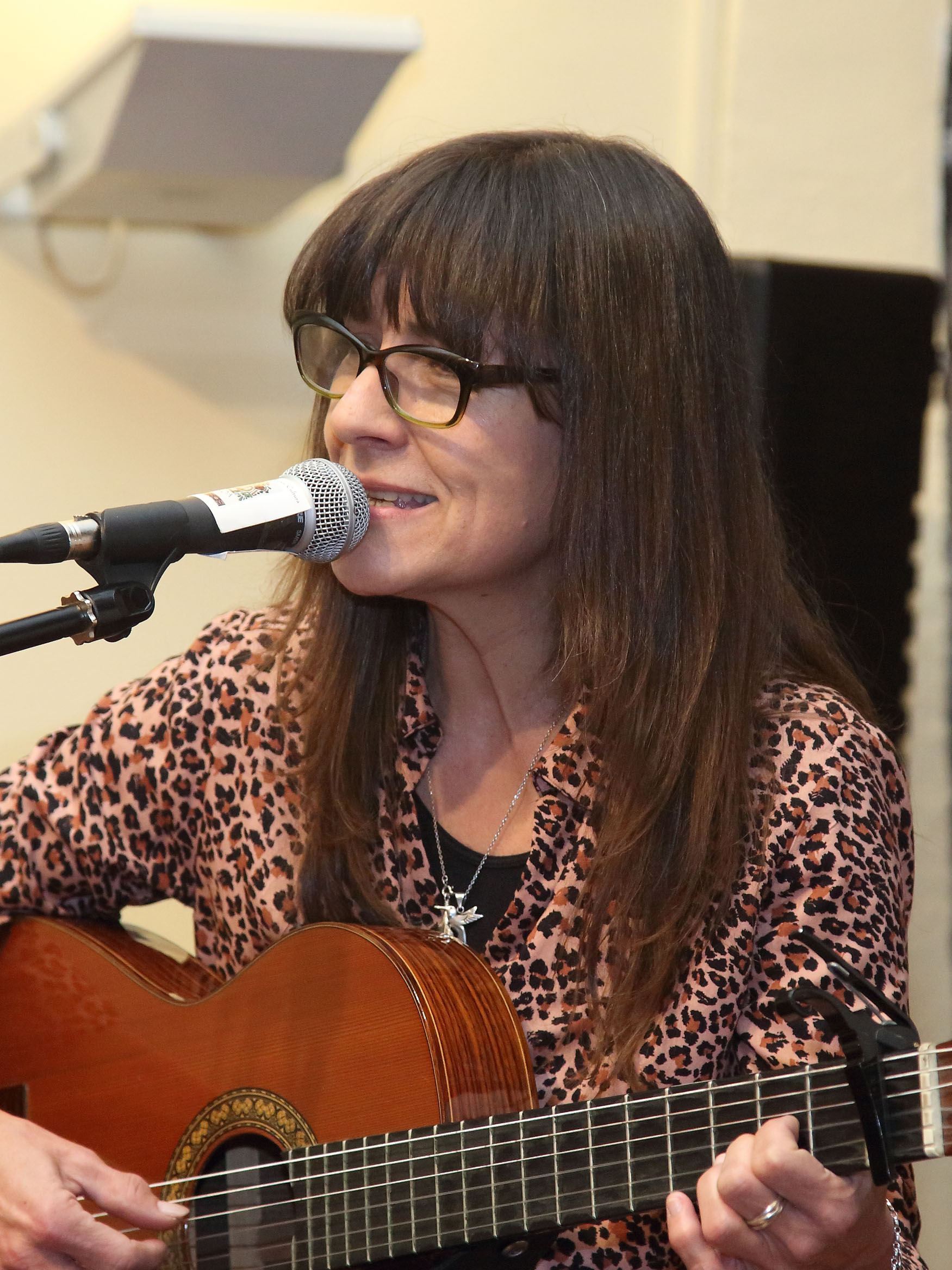
Cristina Narea

Cristina González Narea (Cristina González Schrebler; * 1962 in Santiago de Chile) ist eine chilenische Cantautora.

## Leben und Wirken
González lebte bis 1981 bei ihrer Mutter, Myriam von Schrebler, in Madrid. In diesem Jahr kehrte sie nach Chile zurück, wo im Folgejahr zwei Singles beim Label SYM mit Songs von Nino García und Hugo Moraga erschienen. Ihr erstes Album mit eigenen Songs, Mensajero del Amor, erschien 1983 auf Kassette. Sie wirkte an Sammelalben mit wie Canto Nuevo, El que la hace la canta und Café de Autor und adaptierte Lieder von Claudio Baglioni.
Zu ihren musikalischen Partnern zählten Nacha Pop, Nacho G. Vega, Antonio Vega, Navajita Plateá, Sabina, die Gruppe Estopa, Miguel Ríos, Rosana, Hilario Camacho, Miguel Bosé, Manolo Tena, Sergio Dalma, Tontxu und Manolo García. Ihre Songs wurden u. a. von Sandra Mihanovic und Miguel Ríos aufgenommen, und ihre Gedichte erschienen in verschiedenen Zeitschriften und der Anthologie Las noches de Lupi (2014). Einen eigenen Gedichtband veröffentlichte sie 2010 unter dem Titel Bajo las Plumas. Nach Al otro lado (2004) und Agua (2010) erschien 2014 ihr in Chile und Spanien entstandenes Album Huesos De Mar.